# Dasypoda vulpecula
Dasypoda vulpecula là một loài ong trong họ Melittidae. Loài này được Lebedev miêu tả khoa học đầu tiên năm 1929.